# Теллуриды (минералы)
Теллури́ды в минералогии (англ. Telluride mineral) — тип минералов, относящийся к классу сульфидов и представляющий собой соединения металлов и некоторых полуметаллов с теллуром. В природе известны соединения теллура, прежде всего, с золотом, платиной, серебром, медью, ртутью, свинцом, никелем, кобальтом, железом, висмутом, сурьмой и мышьяком (заранее исключая из этого ряда кислород и серу). По химическому составу многие теллуриды, арсениды, антимониды и висмутиды имеют связи преимущественно металлического типа и могут рассматриваться как частный случай интерметаллидов.
Теллур обладает кларком в сто раз более низким, чем кларк селена и принадлежит к числу редких элементов: содержание его в земной коре составляет всего 0,000001% (масс). Тем не менее, в группу теллуридов входит сравнительно большое число самостоятельных минералов, около четырёх десятков, большинство из которых достаточно редки и не образуют месторождений промышленного масштаба.

## Происхождение (генезис)
При сопоставлении двух величин, одну из которых составляет распространённость химического элемента в земной коре, выраженную в атомных кларках; а вторую — количество минеральных видов, которые они образуют, то между ними, за редкими исключениями, выявляется почти прямая зависимость. Подобное положение имеет место преимущественно для лёгких элементов, обладающих небольшими атомными весами и находящимися в верхней части периодической системы. Однако многие тяжёлые металлы и полуметаллы из подобной зависимости выпадают. К числу подобных относится, прежде всего, теллур, атомный кларк которого в земной коре примерно в сто раз меньше, чем кларк селена. Однако именно теллур в природных условиях образует около четырёх десятков самостоятельных минералов, в то время как для селена их число составляет не более тридцати, да и то встречающихся главным образом в тесной ассоциации с сульфидами. Устанавливая обратную зависимость, элементы с очень низкими атомными кларками — теллур, золото, висмут, группа платиновых металлов и другие ― значительно чаще устанавливаются в виде самостоятельных минералов.
Исходя из низкого кларкового числа, а также в соответствии с величиной атомного радиуса, накопление минералов теллура происходит, в основном, на конечных этапах процесса минералообразования. Прежде всего, это подтверждается анализом обнаружения теллуридов по всему миру. Несмотря на то, что минералы теллура присутствуют в месторождениях самых разных генетических типов, начиная от магматических и пегматитовых и кончая гидротермальными, образование теллуридов полностью связано с позднейшим гидротермальным этапом минералообразования.:117
Вследствие малых количеств элементов, составляющих теллуриды, а также гидротермального характера их образования, большинство минералов этого типа обычно малы по размерам. Они находятся в виде тонкозернистых агрегатов и микроскопических включений среди других минералов или пород, главным образом, среди сульфидов, а также в зонах окисления и россыпях и сульфидных месторождений. В свою очередь, и теллуриды представляют собой не слишком устойчивые химические соединения. За счет их последующего окисления на земной поверхности образуются кислородные соединения металлов, выделяется свободный теллур, а также теллуриды и теллураты тяжёлых металлов.:257
Геохимически теллур тесно связан с серой и селеном, а образующиеся в природных процессах теллуриды являются близкими аналогами сульфидов. Как следствие, в рудах теллуриды всегда развиваются совместно с сульфидами, обычно в форме мельчайших выделений, выявляемых чаще всего только с помощью рудного микроскопа.:8 Самый распространенный из теллуридов минерал — тетрадимит, он обнаруживается чаще всего в качестве спутника в гидротермальных золоторудных месторождениях.
Среди минералов теллура значительным распространением характеризуются именно теллуриды золота и серебра. Данное обстоятельство послужило причиной того, что золото-серебряные минералы теллура стали известны значительно раньше, чем был открыт сам элемент теллур. В частности, в 1772 году нагиагит и сильванит были описаны под тривиальными названиями как белое золото, серебряный блеск, листовая руда или письменное золото. И это произошло почти за десяток лет до того, как Мюллер фон Райхенштейн впервые высказал предположение о присутствии в их составе нового элемента. Обилие различных форм теллуридов золота и связь ряда других теллуристых минералов с месторождениями золота и серебра привели к тому, что большая часть теллуридов была открыта и описана ещё в прошлом столетии.:68
Как правило, теллуриды присутствуют во множественном составе, зачастую они формируют полиминеральные агрегаты, сложенные сильванитом, петцитом, гесситом, алтаитом, а также более редкими волынскитом, теллуровисмутитом, мелонитом. Часто в срастании с теллуридами присутствует селенистый галенит.:53-54 В золото-теллуридных рудах именно теллуриды становятся главными концентраторами золота и серебра (петцит, сильванит, гессит), тогда как самородное золото имеет подчинённое значение. Формирование самородного золота связано с преобразованием, возможно гипергенным, более ранних золото-серебряных теллуридов. Образование высокопробного самородного золота за счёт разложения теллуридов описано на многих месторождениях.:57

## Общие свойства

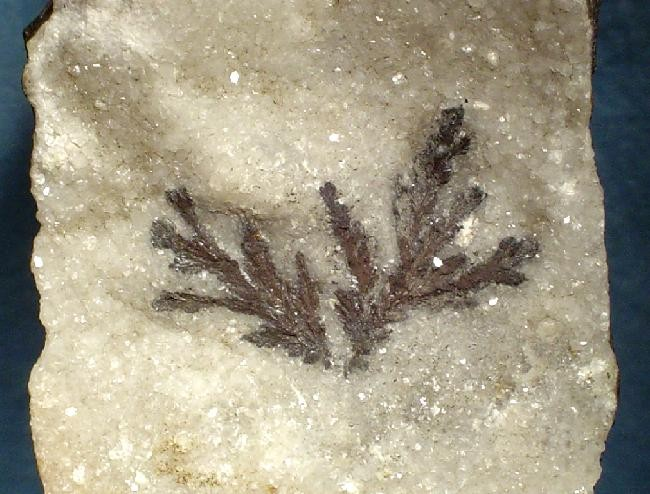
Сильванит (теллурид золота-серебра)

Химический характер большинства теллуридов достаточно простой и может быть выражен общей формулой MeхTen, где «Me» представляет собой перечисленный выше ряд металлов или полуметаллов: Au, Ag, Cu, Hg, Ni, Fe, Pb, Bi, As, Sb и некоторые другие. Максимальное количество минералов этого класса исторически относятся к числу теллуридов золота-серебра.:257 Теллур является единственным элементом, способным образовывать устойчивые природные соединения с золотом, а также платиновыми металлами, за что приобрёл репутацию химического «вампира».
Как правило, теллуриды находятся в виде тонкозернистых агрегатов или микроскопических включений среди сульфидов. Характер химической связи теллуридов преимущественно ковалентный, однако ярко выраженные металлические свойства большей части теллуридов свидетельствуют о наличии у них также металлического типа связи. Кристаллизуются теллуриды, главным образом, в высшей категории сингоний (кубической) и лишь немногие из них принадлежат к сингониям средним или низшим.:257
Все теллуриды непрозрачны, они имеют высокую отражательную способность и металлический блеск, яркий на свежих сколах и постепенно тускнеющий на воздухе. Правильно сформированные кристаллы встречаются крайне редко. Чаще всего теллуриды имеют изометрический внешний вид, реже пластинчатый или игольчатый. Окраска теллуридов определяется наличием в их составе элементов-хромофоров, ярко окрашенные теллуриды встречаются нечасто. Твёрдость всех теллуридов очень низкая, она находится в пределах от 1,5 (теллуровисмутит) до 3,5 (рикардит) по шкале Мооса. При том теллуриды, будучи составлены тяжёлыми элементами, отличаются достаточно высокой плотностью — в границах от 6 (вейссит) до 9,4 г/см3 (калаверит). Генезис теллуридов почти исключительно гидротермальный.:257
Многоэлементные соединения, часто встречающиеся среди сульфидов, для теллуридов выявляются значительно реже. Большинство природных соединений теллура имеет простой, преимущественно бинарный состав. Кроме золото-серебряных теллуридов, комплексный состав катионной группы имеют волынскит (Ag, Bi), нагиагит (Pb, Au), мончеит и майченерит (Pt, Pd). В анионной части теллуридов совместно с теллуром иногда встречается сера (теллуриды висмута), висмут (теллуровисмутиты платины и палладия), возможно, также сурьма (нагиагит) и селен (киткаит).:144

## Классификация теллуридов

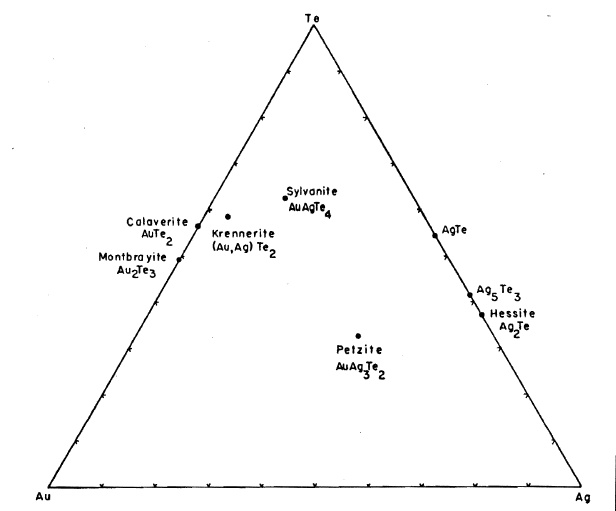
Группа теллуридов золота и серебра

По типу кристаллических структур среди общего числа теллуридов традиционно выделяются три подкласса, традиционно описываемые через самые старые и наиболее известные теллуриды золота-серебра.
I. Минералы координационной структуры. Группа калаверита.
II. Минералы островной структуры. Группа сильванита (сильванит, креннерит, гессит)
ІІІ. Минералы слоистой структуры. Группа тетрадимита и группа нагиагита.:257-258
По химическому составу входящих элементов гипогенные теллуриды разделяются на несколько условных групп, объединённых общими свойствами. Целесообразность подобной систематизации обусловлена тем, что большинству теллуридов золота, серебра и висмута свойственны общие групповые особенности, проявляющиеся в близости ряда их диагностических признаков и своеобразии и устойчивости парагенетических ассоциаций.:8
1. Теллуриды золота и серебра (монтбрейит, калаверит, креннерит, сильванит, петцит, гессит, эмпрессит, штютцит)
2. Теллуриды свинца, никеля, железа, ртути и меди (алтаит, мелонит, фробергит, колорадоит, вейссит, вулканит, риккардит)
3. Теллуриды висмута (теллуровисмутит, стибиотеллуровисмутит, верлит, хедлейит, тетрадимит, чикловаит, жозеит, грюнлингит)
4. Теллурид серебра и висмута (волынскит)
5. Сложные теллуриды золота-свинца, золота-меди, меди-сурьмы (нагиагит, костовит, голдфилдит, безсмертновит)
6. Теллуриды платиновых металлов (котульскит, мончеит, майченерит)
7. Селено-теллурид никеля (киткаит).[4]:9